# Saloğlu
Saloğlu è un comune dell'Azerbaigian situato nel distretto di Ağstafa. Conta una popolazione di 1 581 abitanti.